# Костино (историческая часть Королёва)
Ко́стино (Богоро́дское) — исторический район города Королёва Московской области. Ранее село с усадьбой, позже дачный посёлок, позже город Костино.

## Дореволюционный период

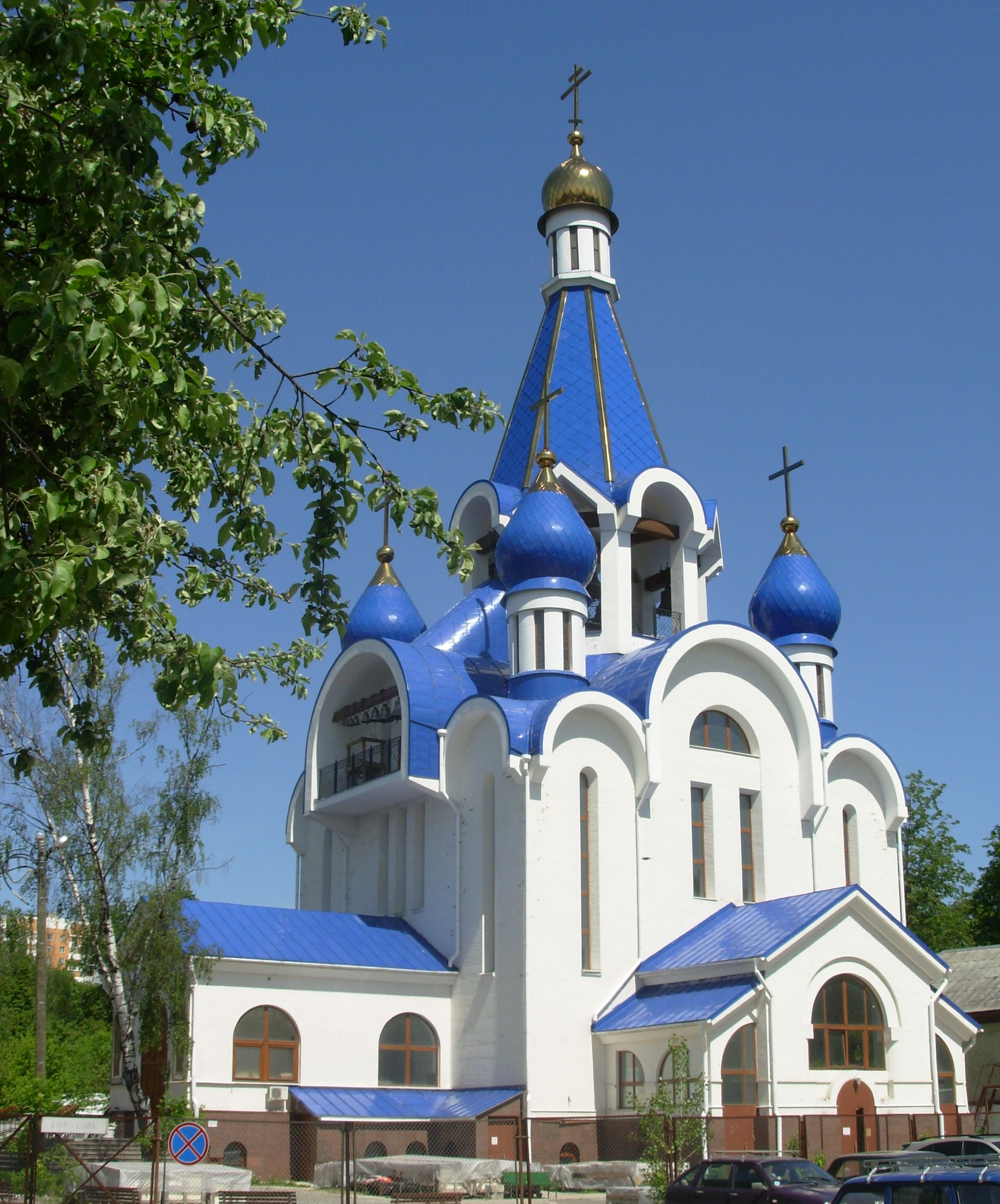
Церковь Рождества Пресвятой Богородицы, 2011 год

Первые упоминания о деревеньке Костино встречаются в Разъезжей межевой грамоте 1477—1484 гг., в которой упоминалась Костинская гать около реки Явузы близ Мытища.
В 1585 году Костино было пожаловано В. Я. Щелкалову, ведавшему Посольским приказом в царствование Ивана Грозного. С 1613 по 1635 им владел Ф. И. Шереметев, с 1635 по 1743 — Кузьмины. При них в Костино строится каменная церковь Рождества Пресвятой Богородицы 1695 г. в стиле барокко, с измененной отчасти обработкой стенной поверхности. Она представляла собой увенчанный главкой восьмигранник в кубе.
Затем селом владел генерал-лейтенант и петербургский обер-комендант С. Л. Игнатьев (1748 г.), позднее — его сын, отставной бригадир И. С. Игнатьев (1768 г.). В те времена усадьба представляла собой господский дом, рядом с которым находилась церковь с парком и прудом. Южнее, рядом с двумя прудами находились квадратный в плане конюшенный двор и дома прислуги. Последующие владельцы: Е. С. Титова (1776 г.), Е. А. Киреевская (1812 г.), Долгоруковы (1835 — середина 1850-х гг.), затем гофмейстер М. Д. Жеребцов. В 1859—1863 гг. он построил при церкви высокую колокольню.
Последний (с 1901 г.) владелец — предприниматель А. Н. Крафт — после формального отмежевания в 1906 г. крестьянского надела перестроил усадьбу. Она сочетала в оформлении русский и европейский стили. При ней находились обширный ландшафтный парк с белыми мраморными статуями в аллеях, большой овальный пруд с фонтаном в центре. Фасадом в парк выходил просторный одноэтажный барский дом с двумя большими террасами-флигелями, с резными украшениями карнизов и наличников. В доме были паркетные дубовые полы, изразцовые печи, туалет и ванная, отделанные кафельной плиткой. Перед домом был разбит партерный цветник, обрамлённый невысоким кустарником. За домом находился яблоневый сад с двумя оранжереями. К дому управляющего примыкали соединённые в форме прямоугольника хозяйственные постройки: людская для прислуги, конюшня и каретный сарай, кучерская, скотный двор с сеновалом. Они образовывали внутренний двор. Отдельно располагались свинарник, птичник, молотильный сарай с конным приводом, баня, прачечная, овины, погреба, столярная мастерская. На станцию Болшево вела широкая берёзовая аллея.
Сохранились здания рубежа XIX—XX вв.: деревянный оштукатуренный одноэтажный главный дом (с некоторыми утратами и позднейшей пристройкой), двухэтажная прачечная, перестроенная оранжерея, служебное здание (второй этаж деревянный), деревянные одноэтажные дом садовника, дом для гостей и птичник. Имеются остатки пейзажного липового парка с прудом, фрагменты берёзовой аллеи. Парковая скульптура и большинство хозяйственных построек утрачены. Колокольня снесена в начале 1930-х гг., здание церкви разрушено в начале 1950-х гг.

## Ленин в Костино

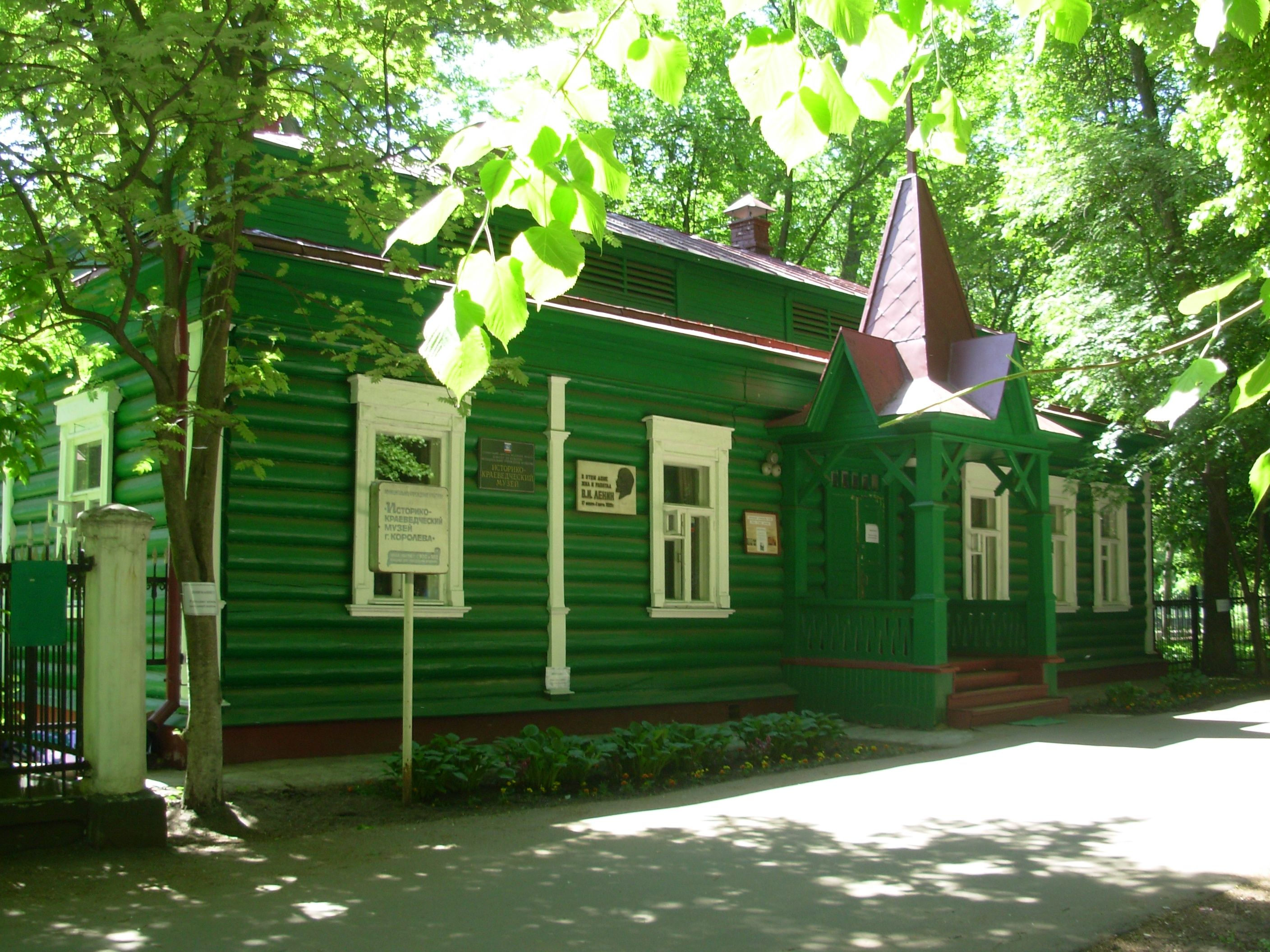
Дом музей В. И. Ленина, краеведческий музей, 2011 год

Владимир Ильич Ленин жил и работал в бывшей усадьбе Крафта с 17 января по 1 марта 1922. В честь этого был основан музей В. И. Ленина в Костине, филиал Центрального музея В. И. Ленина в Москве, который в 1992 г. был преобразован в историко-краеведческий музей. Сохранены предметы обстановки комнат, в которых жил Ленин.

## Коммуна в Костино
В Костино была одной из первых основана Болшевская трудовая коммуна ОГПУ (1924), организованная по поручению Дзержинского бывшим чекистом М. С. Погребинским. Здания коммуны архитекторов А. Я. Лангмана, Л. З. Чериковера сохранились.

## Дальнейшее развитие

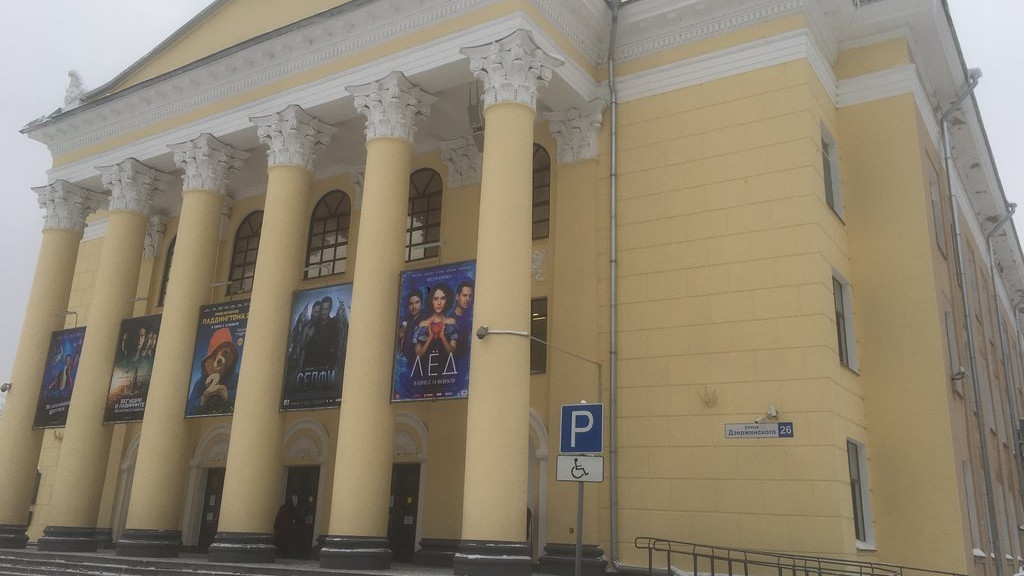
Культурный центр «Костино»

Вокруг Болшевской трудкоммуны образовался сначала рабочий посёлок, с 1940 года — город Костино. В 1959 году он был включён в состав Калининграда (переименован в Королёв в 1996). Колокольня в усадьбе Крафта была снесена в начале 1930-х гг., здание церкви разрушено в начале 1950-х. В середине 2000-х Храм Рождества Пресвятой Богородицы был восстановлен. В Костино находится головное предприятие ОАО «Корпорация „Тактическое ракетное вооружение“», бывший Государственный научно-производственный центр «Звезда-Стрела».